# Dasyvalgus yonakuniensis
Dasyvalgus yonakuniensis är en skalbaggsart som beskrevs av K. Sawada 1941. Dasyvalgus yonakuniensis ingår i släktet Dasyvalgus och familjen Cetoniidae. Inga underarter finns listade i Catalogue of Life.